# Nekrolog 1866
Nekrolog
◄◄
| ◄
| 1862
| 1863
| 1864
| 1865
| 1866 | 1867 | 1868 | 1869 | 1870 | ► | ►►
Weitere Ereignisse | Allgemeiner Nekrolog 1866
Die Beschreibung der verstorbenen Person sollte so kurz wie möglich gehalten sein und nur deren signifikante Tätigkeit(en) enthalten.
Neue Namen ggf. auch unter dem Geburts- und Sterbedatum, also etwa unter 1. Januar und im Geburts- und Sterbejahr (2024) eintragen (nur bei entsprechender großer Wichtigkeit). Für Beispiele siehe die schon vorhandenen Artikel.
Außerdem über die fünf zuletzt Verstorbenen, zu denen es einen ausreichend guten Artikel für eine Präsentation auf der Hauptseite gibt, nach der todesbedingten Überarbeitung der Artikel ggf. auch unter Wikipedia Diskussion:Hauptseite informieren und sie am besten auch in den anderen Wikipedia-Sprachversionen eintragen. Tipp: Regelmäßig bei news.google.de nach „ist tot“, „gestorben“ oder „verstorben“ suchen.
Wenn eine Person gestorben ist, gibt es viele Seiten zu dieser Person in der Wikipedia, die davon auch betroffen sind und entsprechend aktualisiert werden müssen. Beispiele: Namenübersichtsseite, Geburtsjahr, Geburtsort-Seiten und viele mehr.
Wie finde ich die betroffenen Seiten?
Im Suchfeld auf der linken Seite gibt man den Suchbegriff so ein: „Vorname Nachname“. Dann klickt man auf Volltext und alle Seiten mit entsprechendem Suchtext werden aufgerufen. Hier sieht man dann schnell, wo auch das Todesjahr Sinn macht oder sogar ein Teil des Artikels angepasst werden muss. Auch hilft das „Werkzeug“ auf der linken Seite sehr gut, um solche Seiten aufzufinden: „Links auf diese Seite“. Somit ist die Wikipedia wieder aktuell in allen Bereichen! Hinweis: bei Eintragung der Kategorie „Gestorben JAHR“ wird der Missbrauchsfilter 49 ausgelöst, was jedoch nicht schlimm ist. Siehe: Spezial:Missbrauchsfilter/49
Dies ist eine Liste von im Jahr 1866 verstorbenen bekannten Persönlichkeiten. Die Einträge erfolgen innerhalb der einzelnen Daten alphabetisch sortiert. Tiere sind im Nekrolog für Tiere zu finden.

## Januar
| Tag        | Name                                     | Beruf, bekannt als                                                                        | Alter | Beleg |
| ---------- | ---------------------------------------- | ----------------------------------------------------------------------------------------- | ----- | ----- |
| 1. Januar  | Peter Joseph von Eichhoff                | österreichischer Hofkammerpräsident                                                       | 75    |       |
| 2. Januar  | Johann Carl Julius Herzbruch             | deutscher Geistlicher                                                                     | 86    |       |
| 3. Januar  | Christian Gustav Clemm                   | deutscher Chemiker                                                                        | 51    |       |
| 3. Januar  | Jacob Kerlin McKenty                     | US-amerikanischer Politiker                                                               | 38    |       |
| 4. Januar  | Johann Baptist Lonich                    | deutscher Kommunalpolitiker                                                               | 67    |       |
| 4. Januar  | Paul Wigand                              | deutscher Jurist und Historiker                                                           | 79    |       |
| 5. Januar  | Anton Maerker                            | deutscher Verwaltungsbeamter                                                              |       |       |
| 5. Januar  | Friedrich August Schmidt                 | deutscher Maler und Lithograf                                                             |       |       |
| 6. Januar  | Henry William Connor                     | US-amerikanischer Politiker                                                               | 72    |       |
| 6. Januar  | Paul Emil Jacobs                         | deutscher Maler                                                                           | 63    |       |
| 6. Januar  | Louis Antoine Ponchard                   | französischer Opernsänger und Musikpädagoge                                               | 78    |       |
| 6. Januar  | Gustav Skřivan                           | tschechischer Mathematiker                                                                | 34    |       |
| 7. Januar  | Georg Bärsch                             | deutscher Landeshistoriker und Landrat des Landkreises Prüm                               | 87    |       |
| 7. Januar  | Wilhelm von Hake                         | preußischer Generalmajor                                                                  | 80    |       |
| 7. Januar  | Amand von Harenne                        | preußischer Verwaltungsbeamter und Landrat                                                | 52    |       |
| 7. Januar  | Carl von Heyden                          | deutscher Politiker und Entomologe                                                        | 72    |       |
| 7. Januar  | Pinklao                                  | Vizekönig Siams (heute: Thailand)                                                         | 57    |       |
| 9. Januar  | Krikor Bedros VIII. Der Asdvadzadourian  | Patriarch von Kilikien der Armenisch-katholischen Kirche                                  |       |       |
| 9. Januar  | Joseph-Antoine Froelicher                | schweizerisch-französischer Architekt                                                     | 75    |       |
| 9. Januar  | Werner von Hartmann                      | deutscher Jurist und Politiker                                                            | 60    |       |
| 9. Januar  | Jules Lion                               | US-amerikanischer Lithograph, früher Fotograf und Maler in New Orleans                    |       |       |
| 11. Januar | Karl Lichtenstein                        | römisch-katholischer Geistlicher, Pädagoge und Politiker                                  | 49    |       |
| 11. Januar | Reinhold Solger                          | deutschamerikanischer Schriftsteller und Politiker                                        | 48    |       |
| 12. Januar | Friedrich Wilhelm Schütz von Holzhausen  | nassauischer Hofbeamter und Parlamentarier                                                | 60    |       |
| 12. Januar | Johann Heinrich Friedrich Schlotheuber   | deutscher Bryologe                                                                        |       |       |
| 14. Januar | Giovanni Gussone                         | italienischer Botaniker                                                                   | 78    |       |
| 14. Januar | Ludwig Roediger                          | deutscher Philologe                                                                       | 67    |       |
| 15. Januar | Rudolf von Auerswald                     | preußischer Beamter, Minister und Ministerpräsident                                       | 70    |       |
| 15. Januar | Massimo d’Azeglio                        | italienischer Schriftsteller, Maler und Politiker                                         | 67    |       |
| 15. Januar | Karl Adalbert Lanna                      | böhmischer Großindustrieller                                                              | 60    |       |
| 16. Januar | Phineas Parkhurst Quimby                 | US-amerikanischer Heilpraktiker                                                           | 63    |       |
| 16. Januar | Marianne von Rohden                      | deutsche Malerin                                                                          | 81    |       |
| 17. Januar | Balthasar Hübler                         | deutscher Politiker, Bürgermeister von Dresden und Mitglied des Sächsischen Landtags      | 77    |       |
| 17. Januar | Johann Adolf Ludwig Werner               | deutscher Leibeserzieher                                                                  | 71    |       |
| 18. Januar | John G. Davis                            | US-amerikanischer Politiker                                                               | 55    |       |
| 18. Januar | Carl Götzloff                            | deutscher Maler                                                                           | 66    |       |
| 19. Januar | Wilhelm Heinrich von Gwinner             | deutscher Forstmann und Forstwissenschaftler                                              | 64    |       |
| 19. Januar | Nikolaus von Koch                        | bayerischer Politiker und Kultusminister (1864–1866)                                      |       |       |
| 19. Januar | August Löffler                           | deutscher Maler                                                                           | 43    |       |
| 20. Januar | Georg Kaspar Nagler                      | deutscher Kunsthistoriker und Kunstschriftsteller                                         | 65    |       |
| 22. Januar | Henry Craik                              | schottischer Hebraist und freikirchlicher Prediger                                        | 60    |       |
| 23. Januar | Peter Joseph Lenné                       | deutscher Gärtner und Landschaftsarchitekt                                                | 76    |       |
| 23. Januar | Thomas Love Peacock                      | britischer Schriftsteller und Literaturkritiker                                           | 80    |       |
| 23. Januar | Wilhelm Wachsmuth                        | deutscher Historiker und Hochschullehrer                                                  | 81    |       |
| 23. Januar | Johann Heinrich Carl Christian Weichardt | Hofglaser, Pionier der baptistischen Bewegung im Großherzogtum Oldenburg                  | 61    |       |
| 23. Januar | Philipp Wiener                           | Landtagsabgeordneter Großherzogtum Hessen                                                 | 80    |       |
| 24. Januar | Heinrich Christian Friedrich Mählmann    | Hamburger Kaufmann                                                                        | 47    |       |
| 24. Januar | George Ord                               | US-amerikanischer Naturwissenschaftler und Ornithologe                                    | 84    |       |
| 24. Januar | Aron Pumnul                              | österreichischer Rumänist                                                                 | 47    |       |
| 24. Januar | James Barroll Ricaud                     | US-amerikanischer Politiker                                                               | 57    |       |
| 25. Januar | Minna Wagner                             | deutsche Schauspielerin, erste Ehefrau Richard Wagners                                    | 56    |       |
| 26. Januar | Elise Czabon                             | deutsche Opernsängerin (Mezzosopran)                                                      | 65    |       |
| 26. Januar | Robert Foulis                            | Erfinder                                                                                  | 69    |       |
| 26. Januar | André Bienvenu Roman                     | US-amerikanischer Politiker                                                               | 70    |       |
| 27. Januar | Leopold Dengler                          | deutscher Forstwirt und Sachbuchautor                                                     | 53    |       |
| 27. Januar | John Gibson                              | Bildhauer                                                                                 | 75    |       |
| 27. Januar | Carl Joseph Kreutzer                     | österreichischer Naturwissenschaftler, vor allem Botaniker, Foto-Pionier und Bibliothekar | 56    |       |
| 27. Januar | Hermann Christian Tobias Krogmann        | Hamburger Kaufmann                                                                        | 68    |       |
| 27. Januar | Philipp von Thüngen                      | deutscher Gutsbesitzer, Landrat und Hofbeamter                                            | 69    |       |
| 28. Januar | Thomas Chandler                          | US-amerikanischer Politiker                                                               | 93    |       |
| 28. Januar | Joseph von Groote                        | deutscher Kirchenverwaltungsjurist und Parlamentarier                                     | 75    |       |
| 31. Januar | Georg Ludwig Balemann                    | deutscher Jurist und Politiker                                                            | 79    |       |
| 31. Januar | Friedrich Rückert                        | deutscher Dichter, Übersetzer und Orientalist                                             | 77    |       |

## Februar
| Tag         | Name                                            | Beruf, bekannt als                                                         | Alter | Beleg |
| ----------- | ----------------------------------------------- | -------------------------------------------------------------------------- | ----- | ----- |
| 2. Februar  | Léopold Aimon                                   | französischer Komponist und Kapellmeister                                  | 86    |       |
| 2. Februar  | Joseph Kupelwieser                              | österreichischer Theatersekretär und Librettist                            | 75    |       |
| 2. Februar  | Nils Gustaf Nordenskiöld                        | finnischer Mineraloge, Chemiker und Geologe                                | 73    |       |
| 2. Februar  | Georg von Oettl                                 | Bischof von Eichstätt                                                      | 72    |       |
| 3. Februar  | Johann Wilhelm Brüggemann                       | deutscher Landschaftsmaler und Zeichenlehrer                               | 79    |       |
| 3. Februar  | François-Xavier Garneau                         | kanadischer Notar, Historiker und Lyriker                                  | 56    |       |
| 5. Februar  | Johann Peter Anselm Nickes                      | deutscher Benediktiner                                                     | 40    |       |
| 6. Februar  | Benning M. Bean                                 | US-amerikanischer Politiker                                                | 84    |       |
| 6. Februar  | Willem Johan Cornelis Huyssen van Kattendijke   | niederländischer Seeoffizier und Politiker                                 | 50    |       |
| 6. Februar  | Friedrich Karl Kraft                            | deutscher Altphilologe und Lexikograf                                      | 80    |       |
| 7. Februar  | Eduard Blösch                                   | Schweizer Politiker                                                        | 59    |       |
| 7. Februar  | Vollrath Zingelmann                             | deutscher Zimmermann und Politiker                                         | 57    |       |
| 8. Februar  | Friedrich Christian Georg Kapp                  | deutscher Philologe                                                        | 73    |       |
| 9. Februar  | Rehuel Lobatto                                  | niederländischer Mathematiker                                              | 68    |       |
| 9. Februar  | Georg von Thurn und Valsassina                  | altösterreichischer Feldzeugmeister                                        | 78    |       |
| 10. Februar | Franz Xaver von Predl                           | bayerischer Offizier                                                       |       |       |
| 10. Februar | Karl August Neumann                             | deutscher Chemiker und Industrieller                                       | 94    |       |
| 11. Februar | William Thomas Brande                           | englischer Chemiker                                                        | 78    |       |
| 11. Februar | Isaac Edward Morse                              | US-amerikanischer Politiker                                                | 56    |       |
| 13. Februar | Friedrich Wilhelm Enzmann                       | sächsischer Unternehmer                                                    | 64    |       |
| 13. Februar | John Bernard Fitzpatrick                        | US-amerikanischer römisch-katholischer Geistlicher und Bischof von Boston  | 53    |       |
| 13. Februar | Hiraga Motoyoshi                                | japanischer Waka-Poet und Kalligraph                                       | 65    |       |
| 14. Februar | Wilhelm Rivalier von Meysenbug                  | badischer Diplomat und Politiker                                           | 52    |       |
| 15. Februar | Peter Heinrich Barleben                         | Verwaltungsbeamter und Abgeordneter des Oldenburger Landtags               | 63    |       |
| 15. Februar | Heinrich Heinkelmann                            | deutscher radikaler Demokrat                                               | 58    |       |
| 17. Februar | Hobusch                                         | deutscher Gelegenheitsarbeiter, Dessauer Original                          |       |       |
| 17. Februar | Giuseppe Vaccaro                                | italienischer Maler und Bildhauer                                          | 72    |       |
| 17. Februar | Franz Werner                                    | deutscher Theologe und Politiker                                           | 55    |       |
| 17. Februar | Adolf Wichmann                                  | deutscher Maler                                                            | 45    |       |
| 18. Februar | Carlo Belgrado                                  | italienischer Bischof und Lateinischer Patriarch von Antiochia             | 56    |       |
| 18. Februar | Karl von Flemming                               | sächsischer und preußischer Beamter                                        | 82    |       |
| 18. Februar | Thomas Hay-Drummond, 11. Earl of Kinnoull       | britischer Peer und Lord Lyon King of Arms                                 | 80    |       |
| 18. Februar | Ferdinand Wolf                                  | österreichischer Romanist                                                  | 69    |       |
| 20. Februar | Jean Joseph Hisely                              | Schweizer Historiker                                                       | 65    |       |
| 21. Februar | August Kromayer                                 | Bürgermeister von Saarbrücken und Mitglied im preußischen Abgeordnetenhaus | 62    |       |
| 21. Februar | George W. Smyth                                 | US-amerikanischer Politiker                                                | 62    |       |
| 21. Februar | Manuel Felipe de Tovar                          | venezolanischer Politiker und Staatspräsident                              | 63    |       |
| 22. Februar | Richard Hely-Hutchinson, 4. Earl of Donoughmore | britischer Politiker der Conservative Party und Peer                       | 42    |       |
| 22. Februar | Emil von Metsch                                 | deutscher Rittergutsbesitzer und Politiker                                 | 41    |       |
| 22. Februar | Caspar Zeitlinger                               | österreichischer Sensenfabrikant und Industriepionier                      | 68    |       |
| 24. Februar | Bernhard Rudolf Abeken                          | deutscher Schulmann und Philologe                                          | 85    |       |
| 24. Februar | Wilhelm Sachs                                   | deutscher Politiker, Revolutionär und Unternehmer                          | 64    |       |
| 24. Februar | Rudolf Schulz                                   | deutschbaltischer Theologe                                                 | 58    |       |
| 25. Februar | William Parmenter                               | US-amerikanischer Politiker                                                | 76    |       |
| 25. Februar | Max Ernst Wichura                               | preußischer Regierungsrat und botanischer Reisender                        | 49    |       |
| 26. Februar | József von Gaal                                 | ungarischer Schriftsteller                                                 | 54    |       |
| 27. Februar | Charles Hawley                                  | US-amerikanischer Politiker                                                | 73    |       |
| 27. Februar | Rodolphe Soutter                                | Schweizer Politiker                                                        | 76    |       |
| 28. Februar | Henryk Rzewuski                                 | polnischer Schriftsteller                                                  | 74    |       |
| Februar     | Juan Gregorio de Las Heras                      | argentinischer Militärangehöriger, Unabhängigkeitskrieger                  | 85    |       |

## März
| Tag      | Name                                  | Beruf, bekannt als                                                           | Alter | Beleg |
| -------- | ------------------------------------- | ---------------------------------------------------------------------------- | ----- | ----- |
| 1. März  | Johannes von Dettinger                | württembergischer Oberamtmann                                                | 64    |       |
| 1. März  | Alois Moriggl                         | österreichischer Lehrer, Heimatforscher und römisch-katholischer Geistlicher | 56    |       |
| 2. März  | Franz von Habermann                   | österreichischer Militärmaler                                                | 77    |       |
| 2. März  | Ernst Heinrich Meier                  | deutscher Orientalist und Erzählforscher                                     | 52    |       |
| 2. März  | Karl Friedrich Schulz                 | deutscher Genre- und Landschaftsmaler                                        | 69    |       |
| 4. März  | Alexander Campbell                    | US-amerikanischer Geistlicher und Reformer                                   | 77    |       |
| 4. März  | Félix Danjou                          | französischer Organist, Komponist und Musikwissenschaftler                   | 53    |       |
| 5. März  | John Conolly                          | britischer Arzt für Psychiatrie                                              | 71    |       |
| 5. März  | Gottfried von Katte                   | deutscher Generalleutnant                                                    | 76    |       |
| 5. März  | Johann Gottlieb Laib                  | Schweizer Lehrer, Pädagoge, Komponist und Dirigent                           | 59    |       |
| 5. März  | Bannon Goforth Thibodeaux             | US-amerikanischer Politiker                                                  | 53    |       |
| 6. März  | Theodor Brüggemann                    | preußischer Beamter und Politiker                                            | 69    |       |
| 6. März  | Ignaz Paul Vitalis Troxler            | Schweizer Arzt, Politiker und Philosoph                                      | 85    |       |
| 6. März  | William Whewell                       | britischer Philosoph und Wirtschaftshistoriker                               | 71    |       |
| 7. März  | Adolf Callisen                        | deutsch-dänischer Arzt und Lexikograph                                       | 79    |       |
| 7. März  | Joseph Muth                           | deutscher Lehrer und Historiker                                              | 78    |       |
| 8. März  | Moritz Embden                         | deutscher Bankier und Kaufmann                                               | 75    |       |
| 8. März  | Isaac Leffler                         | US-amerikanischer Politiker                                                  | 77    |       |
| 9. März  | Jakob Joseph Matthys                  | Schweizer Priester, Sprachenkenner und Dialektologe                          | 63    |       |
| 9. März  | James F. Trotter                      | US-amerikanischer Jurist und Politiker                                       | 63    |       |
| 11. März | Johann Carl Ernst Büttler             | deutscher Schreinermeister und Politiker                                     | 85    |       |
| 11. März | Ulysses F. Doubleday                  | US-amerikanischer Politiker                                                  | 73    |       |
| 11. März | Samuel J. Wilkin                      | US-amerikanischer Rechtsanwalt und Politiker                                 | 72    |       |
| 12. März | Mason Cook Darling                    | US-amerikanischer Politiker                                                  | 64    |       |
| 13. März | Karl Jakob Durheim                    | Schweizer Geograph und Lexikograph                                           | 85    |       |
| 14. März | Jared Sparks                          | US-amerikanischer Geschichtsschreiber                                        | 76    |       |
| 16. März | Heinrich Lottner                      | preußischer Bergrat und erster Direktor der Bergakademie Berlin              | 37    |       |
| 16. März | Josef Rieder                          | deutscher Kommunalpolitiker                                                  |       |       |
| 17. März | Karl Friedrich German von Hänlein     | württembergischer Beamter und Justizminister                                 | 71    |       |
| 17. März | Josef Emanuel Fischer von Röslerstamm | österreichischer Stahlwarenfabrikant, Entomologe                             | 79    |       |
| 17. März | Paravizin Hilty                       | Schweizer Kaufmann und Politiker                                             | 59    |       |
| 18. März | Theodor Joseph Lacomblet              | deutscher Historiker                                                         | 76    |       |
| 18. März | Eduard Pickford                       | deutscher Volkswirt und Politiker                                            | 42    |       |
| 19. März | Louis Clapisson                       | französischer Komponist                                                      | 57    |       |
| 19. März | Leopold Mayr                          | österreichischer Baumeister                                                  |       |       |
| 20. März | Rikard Nordraak                       | norwegischer Komponist                                                       | 23    |       |
| 20. März | Antonio Tosti                         | italienischer Geistlicher, Kurienkardinal                                    | 89    |       |
| 21. März | Stephen Elliott, Jr.                  | General der Konföderierten Staaten von Amerika im Amerikanischen Bürgerkrieg |       |       |
| 21. März | Giovanni Gentiluomo                   | österreichischer akademischer Maler, Opernsänger und Gesangslehrer           | 56    |       |
| 22. März | Ferdinand Neigebaur                   | deutscher Schriftsteller und Jurist                                          | 82    |       |
| 23. März | Ferdinand von Arnim                   | deutscher Architekt und preußischer Baubeamter                               | 51    |       |
| 23. März | Carl d’Unker                          | schwedischer Maler der Düsseldorfer Malerschule                              | 38    |       |
| 24. März | Ferdinand                             | Landgraf von Hessen-Homburg, österreichischer General der Kavallerie         | 82    |       |
| 24. März | Maria Amalia von Neapel-Sizilien      | Königin der Franzosen (1830–1848)                                            | 83    |       |
| 25. März | George Chambers                       | US-amerikanischer Jurist und Politiker                                       | 80    |       |
| 27. März | Michael Haas                          | Bischof der römisch-katholischen Kirche von Sathmar                          | 55    |       |
| 27. März | Friedrich Moldenhauer                 | deutscher Chemiker und Mineraloge                                            | 69    |       |
| 28. März | Solomon Foot                          | US-amerikanischer Politiker                                                  | 63    |       |
| 28. März | Georg von Forndran                    | deutscher Politiker                                                          | 59    |       |
| 28. März | Wilhelm Scheuchzer                    | Schweizer Landschaftsmaler                                                   | 63    |       |
| 29. März | Floris Adriaan van Hall               | niederländischer Staatsmann                                                  | 74    |       |
| 29. März | John Keble                            | anglikanischer Geistlicher und Dichter                                       | 73    |       |
| 29. März | Menachem Mendel Schneersohn           | Oberrabbiner von Lubawitsch                                                  | 76    |       |
| 30. März | John McDougal                         | US-amerikanischer Politiker                                                  |       |       |
| 31. März | Gustave de Beaumont                   | französischer Publizist und Politiker                                        | 64    |       |
| März     | Karl August Jacob                     | deutscher Unternehmer                                                        | 67    |       |

## April
| Tag       | Name                                 | Beruf, bekannt als                                                                           | Alter | Beleg |
| --------- | ------------------------------------ | -------------------------------------------------------------------------------------------- | ----- | ----- |
| 1. April  | Adam Gengler                         | deutscher Theologe und Hochschullehrer                                                       | 66    |       |
| 1. April  | Chester Harding                      | US-amerikanischer Porträtmaler                                                               | 73    |       |
| 1. April  | Elizabeth Jesser Reid                | englische Sozialreformerin und frühe Frauenrechtlerin                                        | 76    |       |
| 1. April  | Jakob Ludwig Schönfeld               | deutscher Soldat, Ritter der Ehrenlegion                                                     |       |       |
| 1. April  | Johann von Uslar                     | Kommandeur der Gardegrenadiere Bolívars und Kommandierender General der Republik Venezuela   |       |       |
| 2. April  | Nadeschda Andrejewna Durowa          | russische Kavalleristin und Autorin                                                          | 82    |       |
| 2. April  | August Fischer                       | deutscher Bildhauer und Medailleur                                                           | 61    |       |
| 2. April  | Simon Leborne                        | französischer Komponist und Musikpädagoge                                                    | 68    |       |
| 4. April  | Kaspar Franz Krabbe                  | deutscher Geistlicher und Politiker                                                          | 71    |       |
| 5. April  | Gebhard Friedrich Eigner             | deutscher Lehrer, Bibliothekar und Museumsdirektor                                           | 89    |       |
| 5. April  | Thomas Hodgkin                       | britischer Arzt                                                                              | 67    |       |
| 5. April  | Friedrich Gottfried Rettig           | deutscher lutherischer Theologe und Generalsuperintendent der Generaldiözese Göttingen       | 63    |       |
| 5. April  | Johannes Matthias Schrant der Ältere | niederländischer katholischer Theologe, Rhetoriker und Literaturwissenschaftler              | 83    |       |
| 5. April  | Silvan Schwerzmann                   | Schweizer Politiker und Richter                                                              | 65    |       |
| 6. April  | David Funsten                        | US-amerikanischer Jurist, Politiker und Offizier                                             | 46    |       |
| 7. April  | Matthew Harvey                       | US-amerikanischer Politiker                                                                  | 84    |       |
| 7. April  | Therese Reimann                      | deutsche Schauspielerin                                                                      | 55    |       |
| 9. April  | André-Michel Guerry                  | französischer Jurist (Rechtsanwalt) und Amateurstatistiker                                   | 63    |       |
| 9. April  | Anton Schmidt                        | deutscher Kaufmann und Politiker                                                             | 69    |       |
| 9. April  | Friedrich Wilhelm Genthe             | deutscher Schriftsteller und Gymnasiallehrer                                                 | 61    |       |
| 10. April | Hippolyte Bellangé                   | französischer Maler                                                                          | 66    |       |
| 10. April | Adolph Meyer                         | deutscher Unternehmer und Bankier                                                            | 59    |       |
| 11. April | Christian Gottlieb Cantian           | deutscher Steinmetz und Baumeister                                                           | 71    |       |
| 11. April | Julie Rettich                        | deutsch-österreichische Schauspielerin                                                       | 56    |       |
| 12. April | Daniel S. Dickinson                  | US-amerikanischer Politiker (Demokraten)                                                     | 65    |       |
| 12. April | Jules Holzapffel                     | französischer Maler                                                                          |       |       |
| 12. April | Karl von Moltke                      | deutsch-dänischer Politiker                                                                  | 67    |       |
| 13. April | Johann Philipp August Bunge          | deutscher Architekt des Klassizismus                                                         | 91    |       |
| 14. April | Wilhelmine Kofler                    | Bozner Wohltäterin                                                                           | 63    |       |
| 15. April | Emmanuel van der Linden d’Hooghvorst | niederländischer und später belgischer Politiker                                             | 84    |       |
| 15. April | Wilhelm Benedict von Schirach        | deutscher Jurist und Publizist                                                               | 86    |       |
| 15. April | Stephen Strong                       | US-amerikanischer Jurist und Politiker                                                       | 74    |       |
| 17. April | Karl Georg Enslen                    | deutscher Maler                                                                              | 73    |       |
| 18. April | Ludwig Gottfried Blanc               | deutscher Romanist                                                                           | 84    |       |
| 18. April | Frédéric Auguste Zuberbühler         | Schweizer Politiker                                                                          | 70    |       |
| 19. April | Karl von Kaltenborn-Stachau          | Staatsrechtslehrer                                                                           | 48    |       |
| 19. April | Karl Morell                          | Schweizer Historiker, Jopurnalist und Hochschullehrer                                        | 43    |       |
| 20. April | Stanisław Hernisz                    | polnischer Freiheitskämpfer                                                                  |       |       |
| 21. April | Jane Welsh Carlyle                   | britische Salonnière, Briefautorin und Frau von Thomas Carlyle                               | 64    |       |
| 21. April | Franz Hessenland                     | deutscher Druckereibesitzer, Verleger und Politiker                                          | 67    |       |
| 21. April | Carolina Kuhlman                     | schwedische Schauspielerin und Sängerin                                                      | 87    |       |
| 21. April | Friedrich Wilhelm Otto               | deutscher Klassischer Philologe                                                              | 61    |       |
| 21. April | Josef Rattensperger                  | österreichischer Maler                                                                       | 59    |       |
| 22. April | Henry Watkins Allen                  | Gouverneur von Louisiana und General der Konföderierten Staaten von Amerika                  | 45    |       |
| 22. April | Matwei Matwejewitsch Gussew          | russischer Astronom                                                                          | 39    |       |
| 22. April | Eduard Ferdinand Schwarz             | deutscher Architekt, Bauingenieur, hannoverscher und preußischer Baubeamter, Hochschullehrer | 57    |       |
| 23. April | Charles Grant, 1. Baron Glenelg      | schottischer Politiker                                                                       | 87    |       |
| 23. April | Hannibal von Hertzberg               | preußischer Major, Stiftsdirektor und Landtagsabgeordneter                                   | 83    |       |
| 24. April | Anastasius Hartmann                  | Schweizer Kapuziner, Titularbischof, Apostolischer Vikar von Bombay und Patna                | 63    |       |
| 24. April | Émile Herbillon                      | französischer General                                                                        | 72    |       |
| 24. April | Hermann Hupfeld                      | deutscher Orientalist und Theologe                                                           | 70    |       |
| 24. April | Mathias Legler-Kundert               | Schweizer Unternehmer und Kommunalpolitiker                                                  | 46    |       |
| 24. April | Giuseppe Tominz                      | italienischer Maler                                                                          | 75    |       |
| 25. April | Ferdinand von Schlippenbach          | preußischer Generalleutnant                                                                  | 66    |       |
| 26. April | Friedrich Meurer                     | deutscher Pharmakologe und Mediziner                                                         | 73    |       |
| 27. April | Friedrich Ludwig von Arnim           | preußischer Major, Rittmeister, Geheimrat und Landrat                                        | 69    |       |
| 27. April | Anton Depauly                        | österreichischer Maler                                                                       | 64    |       |
| 28. April | Rufus McIntire                       | US-amerikanischer Politiker                                                                  | 81    |       |
| 28. April | Paul von Nicolay                     | russischer Botschafter                                                                       | 88    |       |
| April     | Lucien Vidie                         | französischer Erfinder des Aneroid-Barometers                                                |       |       |

## Mai
| Tag     | Name                                                    | Beruf, bekannt als | Alter | Beleg |
| ------- | ------------------------------------------------------- | --- | ----- | ----- |
| 1. Mai  | William Johnston                                        | US-amerikanischer Politiker                                                                                            |       |       |
| 2. Mai  | Carl von Bechtold                                       | hessischer Generalleutnant und Abgeordneter                                                                            | 75    |       |
| 3. Mai  | Karl Flach                                              | deutschstämmiger Ingenieur in Chile                                                                                    | 44    |       |
| 3. Mai  | Abraham McClellan                                       | US-amerikanischer Politiker                                                                                            | 76    |       |
| 7. Mai  | Alexander G. Penn                                       | US-amerikanischer Politiker                                                                                            | 66    |       |
| 8. Mai  | Ferdinand Cohen-Blind                                   | Attentäter gegen Otto von Bismarck                                                                                     | 22    |       |
| 8. Mai  | Georg Jan                                               | österreichischer Naturforscher                                                                                         | 74    |       |
| 9. Mai  | Christian August von Gutbier                            | sächsischer Offizier und Geologe                                                                                       | 67    |       |
| 10. Mai | August Friedrich Bloch                                  | deutscher Kaufmann und Präsident der Preußischen Seehandlung                                                           |       |       |
| 10. Mai | Iwan Wahylewytsch                                       | ukrainischer Poet, Schriftsteller, Historiker ukrainischer Literatur, Philologe und Geistlicher                        | 54    |       |
| 11. Mai | George Edmund Badger                                    | US-amerikanischer Politiker                                                                                            | 71    |       |
| 11. Mai | Franz Xaver Petter                                      | österreichischer Blumenmaler                                                                                           | 74    |       |
| 12. Mai | Gisbert von Bodelschwingh-Plettenberg                   | westfälischer Gutsbesitzer und Politiker                                                                               | 75    |       |
| 12. Mai | Joseph Sutter                                           | österreichischer Maler und Zeichner                                                                                    | 84    |       |
| 13. Mai | Karl Heidler von Heilborn                               | böhmischer Badearzt und Förderer Marienbads                                                                            | 74    |       |
| 13. Mai | Robert Kennicott                                        | US-amerikanischer Naturforscher                                                                                        | 30    |       |
| 13. Mai | Philipp von Uttenhoven                                  | preußischer Generalleutnant                                                                                            | 76    |       |
| 15. Mai | William Henry Harvey                                    | englischer Botaniker und Algenforscher                                                                                 | 55    |       |
| 16. Mai | Jean Baptiste Charbonneau                               | US-amerikanisches Kind, wurde auf der Lewis-und-Clark-Expedition geboren und auf der Sacagawea-Dollar-Münze abgebildet | 61    |       |
| 16. Mai | Joseph Unruh                                            | bayerischer Verwaltungsbeamter und Kommunalpolitiker                                                                   | 74    |       |
| 17. Mai | Otto Friedrich Ahlmann                                  | dänischer Kaufmann | 79    |       |
| 17. Mai | Adolf Bernhard Marx                                     | deutscher Musikwissenschaftler und Komponist                                                                           | 71    |       |
| 19. Mai | David Davis                                             | walisischer Bergbaupionier und Unternehmer                                                                             |       |       |
| 19. Mai | Salomon Ludwig Steinheim                                | jüdischer Mediziner, Religionsphilosoph und Gelehrter                                                                  | 76    |       |
| 20. Mai | Johann Martin May                                       | Politiker der Freien Stadt Frankfurt                                                                                   | 72    |       |
| 21. Mai | Auguste Emma d’Este                                     | Enkelin des britischen Königs Georg III.                                                                               | 64    |       |
| 21. Mai | Paul III. Anton Esterházy de Galantha                   | ungarischer Fürst | 80    |       |
| 21. Mai | Julius Füesslin                                         | deutscher Arzt | 50    |       |
| 22. Mai | Thomas Bradley Harris                                   | Kaufmann und Mitgründer der amerikanischen Kolonie Ellena                                                              | 39    |       |
| 23. Mai | Friedrich Fondy                                         | deutscher Landrat, Mitglied der kurhessischen Ständeversammlung                                                        | 82    |       |
| 24. Mai | Louis Philippe Marie Léopold d’Orléans, prince de Condé | Fürst von Condé | 20    |       |
| 25. Mai | Nikolai Dmitrijewitsch Braschman                        | österreichisch-russischer Mathematiker                                                                                 | 69    |       |
| 26. Mai | Friedrich Ackermann                                     | deutscher Instanzrichter und Parlamentarier                                                                            | 66    |       |
| 28. Mai | August Ludwig von Nostitz                               | preußischer General der Kavallerie                                                                                     | 88    |       |
| 29. Mai | Winfield Scott                                          | US-amerikanischer Militär und Oberbefehlshaber                                                                         | 79    |       |
| 30. Mai | Friedrich Küchler                                       | hessischer Verwaltungsbeamter, Abgeordneter und Politiker                                                              | 67    |       |
| 30. Mai | Johann Baptist Pflug                                    | deutscher Maler | 81    |       |
| 30. Mai | Friedrich Seestern-Pauly                                | deutscher Verwaltungsjurist und rechtsgeschichtlicher Autor                                                            | 76    |       |
| 30. Mai | Carl Ernst Heinrich Ziller                              | deutscher Architekt | 33    |       |
| 31. Mai | Franz Sausen                                            | deutscher Theologe | 56    |       |
| 31. Mai | Prosper-Charles Simon                                   | französischer Organist                                                                                                 | 77    |       |
| Mai     | Heinrich Anton Föppel                                   | deutscher Opernsänger (Bariton, Bass) und Gesangslehrer                                                                |       |       |

## Juni
| Tag      | Name                                             | Beruf, bekannt als | Alter | Beleg |
| -------- | ------------------------------------------------ | --- | ----- | ----- |
| 2. Juni  | Luisa Cáceres de Arismendi                       | venezolanische Nationalheldin während des Unabhängigkeitskrieges                                                      | 66    |       |
| 3. Juni  | Marcel Émile Verdet                              | französischer Physiker                                                                                                | 42    |       |
| 4. Juni  | Robert Kaye Greville                             | britischer Botaniker                                                                                                  | 71    |       |
| 4. Juni  | Ludwig Spengler                                  | deutscher Badearzt in Bad Ems                                                                                         | 47    |       |
| 5. Juni  | John McDouall Stuart                             | australischer Geometer und Entdecker                                                                                  | 50    |       |
| 6. Juni  | Josef Leonz Müller                               | Schweizer Politiker                                                                                                   | 66    |       |
| 7. Juni  | Seattle                                          | US-amerikanischer Indianerhäuptling vom Volk der Duwamish                                                             |       |       |
| 7. Juni  | Joseph Toynbee                                   | englischer Hals-Nasen-Ohrenarzt                                                                                       | 50    |       |
| 8. Juni  | Adolf von Kielmansegg                            | hannoverscher Offizier und Diplomat                                                                                   | 69    |       |
| 8. Juni  | August von Reiman                                | preußischer Verwaltungsbeamter und Landrat                                                                            | 60    |       |
| 8. Juni  | Wilhelm Schirmer                                 | Maler | 64    |       |
| 8. Juni  | Rudolf Emanuel Stierlin                          | Schweizer evangelischer Geistlicher und Heimatforscher                                                                | 87    |       |
| 9. Juni  | Philipp Balthasar Frank                          | deutscher katholischer Priester und Abgeordneter der verfassungsrevidierenden Landesversammlung in Württemberg (1849) | 63    |       |
| 10. Juni | Christophe Annedouche                            | französischer Kupferstecher                                                                                           | 62    |       |
| 10. Juni | Charles Noel, 1. Earl of Gainsborough            | britischer Adeliger, Abgeordneter des House of Commons und Mitglied des House of Lords                                | 84    |       |
| 11. Juni | Theodor Kotschy                                  | österreichischer Botaniker                                                                                            | 53    |       |
| 11. Juni | Christian Wöllner                                | deutscher Chemiker und Unternehmer                                                                                    | 68    |       |
| 13. Juni | Christian Wilhelm von Glück                      | deutscher Bibliothekar und Keltologe                                                                                  | 55    |       |
| 13. Juni | Moses F. Odell                                   | US-amerikanischer Politiker                                                                                           | 48    |       |
| 13. Juni | Heinrich Wilhelm Preiß                           | nassauischer Politiker                                                                                                | 77    |       |
| 14. Juni | Curt Robert von Welck                            | deutscher Rittergutsbesitzer, Amtshauptmann und Politiker, MdL (Königreich Sachsen)                                   | 68    |       |
| 15. Juni | Johannes Bach                                    | Schweizer Politiker und Richter                                                                                       | 57    |       |
| 16. Juni | Christian Heldmann                               | deutscher Arzt und Politiker                                                                                          | 57    |       |
| 16. Juni | James Humphrey                                   | US-amerikanischer Politiker                                                                                           | 54    |       |
| 16. Juni | William Winston Seaton                           | US-amerikanischer Politiker                                                                                           | 81    |       |
| 17. Juni | Lewis Cass                                       | US-amerikanischer Militäroffizier, Politiker und Außenminister                                                        | 83    |       |
| 17. Juni | Benjamin F. Leiter                               | US-amerikanischer Politiker                                                                                           | 52    |       |
| 17. Juni | Joseph Méry                                      | französischer Schriftsteller                                                                                          | 68    |       |
| 18. Juni | Jacob Abels                                      | niederländischer Landschaftsmaler                                                                                     | 62    |       |
| 18. Juni | David Bachelard                                  | Schweizer Politiker                                                                                                   | 50    |       |
| 18. Juni | Franz Friedrich Sigismund von Preußen            | preußischer Prinz | 1     |       |
| 18. Juni | Jacob Karsten                                    | deutscher Verwaltungsjurist                                                                                           | 84    |       |
| 20. Juni | Ludwig Adolf Friedrich zu Sayn-Wittgenstein-Sayn | russischer Adliger | 67    |       |
| 21. Juni | Louis Étienne Watelet                            | französischer Maler                                                                                                   | 85    |       |
| 22. Juni | Lorenz Lorenzen                                  | Pastor und Politiker                                                                                                  | 70    |       |
| 23. Juni | Eduard Bohn                                      | deutscher Geistlicher (evangelisch), Pfarrer                                                                          | 62    |       |
| 23. Juni | Adam Clark                                       | schottischer Brückenbau-Ingenieur                                                                                     | 54    |       |
| 24. Juni | Wilhelm Ferdinand Ermeler                        | Berliner Industrieller und Geheimer Kommerzienrat                                                                     | 82    |       |
| 24. Juni | Carl Julius Fintelmann                           | Königlicher Hofgärtner                                                                                                | 71    |       |
| 25. Juni | Moses Mason                                      | US-amerikanischer Politiker                                                                                           | 77    |       |
| 25. Juni | Alexander von Nordmann                           | finnischer Zoologe, Botaniker und Paläontologe                                                                        | 63    |       |
| 26. Juni | Robert Burns                                     | US-amerikanischer Politiker                                                                                           | 73    |       |
| 26. Juni | Thomas McKissock                                 | US-amerikanischer Jurist und Politiker                                                                                | 76    |       |
| 29. Juni | Joseph Ernst von Koch-Sternfeld                  | salzburgisch-bayerischer Beamter, Geograf, Historiker und Schriftsteller                                              | 88    |       |
| 29. Juni | Philipp Röder                                    | Bürgermeister und Mitglied der kurhessischen Ständeversammlung                                                        | 74    |       |
| 29. Juni | Joseph Wurm                                      | deutscher katholischer Priester und Politiker                                                                         | 79    |       |
| 30. Juni | Johann Konrad Dorner                             | deutscher Maler | 56    |       |
| 30. Juni | Frank Howard                                     | britischer Maler, Lithograf und Kunstschriftsteller                                                                   |       |       |

## Juli
| Tag      | Name                                       | Beruf, bekannt als                                                                      | Alter | Beleg |
| -------- | ------------------------------------------ | --------------------------------------------------------------------------------------- | ----- | ----- |
| 2. Juli  | Francisco Armero Peñaranda                 | spanischer Ministerpräsident                                                            | 62    |       |
| 2. Juli  | Antônio de Sousa Neto                      | brasilianischer Militär und Politiker                                                   | 63    |       |
| 3. Juli  | Paul Beck Goddard                          | US-amerikanischer Arzt und Foto-Pionier                                                 | 55    |       |
| 3. Juli  | Wilhelm Hiller von Gaertringen             | preußischer Offizier, zuletzt Generalleutnant                                           | 56    |       |
| 3. Juli  | Maria Leer                                 | niederländische Sektengründerin                                                         | 78    |       |
| 3. Juli  | Karl Schulz                                | k.k. Generalmajor                                                                       | 59    |       |
| 4. Juli  | Louis Jaehnigen                            | deutscher Jurist                                                                        | 64    |       |
| 4. Juli  | Casiano de Prado                           | spanischer Minen-Ingenieur und Geologe                                                  | 68    |       |
| 4. Juli  | Cäsar Rüstow                               | preußischer Militärschriftsteller                                                       | 40    |       |
| 5. Juli  | Ludolf Conrad Hannibal Bargum              | deutscher Jurist und Politiker                                                          | 64    |       |
| 5. Juli  | Augusta von Buttlar                        | deutsche Porträt- und Miniaturmalerin                                                   | 69    |       |
| 5. Juli  | Friedrich Gustav Lisco                     | deutscher protestantischer Theologe                                                     | 75    |       |
| 5. Juli  | Alexander von Simolin                      | preußischer Generalmajor, Kommandeur der 2. Kavallerie-Brigade                          | 78    |       |
| 6. Juli  | Giuseppe a Marca                           | Schweizer Politiker                                                                     | 66    |       |
| 7. Juli  | Adolph Diesterweg                          | deutscher Pädagoge                                                                      | 75    |       |
| 7. Juli  | Leonard Drory                              | Baumeister und Unternehmer                                                              | 65    |       |
| 7. Juli  | Reinhard Eigenbrodt                        | hessischer Abgeordneter und Innenminister                                               | 67    |       |
| 7. Juli  | Franz Anton Good                           | Schweizer Politiker                                                                     | 73    |       |
| 8. Juli  | Karl von Graberg                           | preußischer Generalmajor                                                                | 59    |       |
| 9. Juli  | Antonio Matteucci                          | italienischer Geistlicher, Kurienkardinal der römisch-katholischen Kirche               | 64    |       |
| 10. Juli | Eduard Schlagintweit                       | bayerischer Offizier                                                                    | 35    |       |
| 10. Juli | Carl Christian Leberecht Schmidtgen        | deutscher Sänger, Dirigent und Komponist                                                |       |       |
| 10. Juli | Oskar von Zoller                           | bayerischer Generalleutnant                                                             | 56    |       |
| 11. Juli | James Henry Lane                           | US-amerikanischer Politiker und Offizier                                                | 52    |       |
| 12. Juli | Michele Francesco Buttigieg                | maltesischer römisch-katholischer Geistlicher und erster Bischof von Gozo               | 72    |       |
| 16. Juli | Anton von Kalik                            | erste Leiter des Evidenzbüros                                                           | 47    |       |
| 16. Juli | Thérèse Rondeau                            | französische römisch-katholische Ordensgründerin                                        | 72    |       |
| 16. Juli | Caleb Smith Woodhull                       | US-amerikanischer Politiker                                                             | 74    |       |
| 17. Juli | Isaac C. Delaplaine                        | US-amerikanischer Jurist und Politiker                                                  | 48    |       |
| 17. Juli | Johann Georg Neuburg                       | deutscher Politiker                                                                     | 70    |       |
| 17. Juli | Friedrich von Tippelskirch                 | preußischer Theologe (Lutherisch) sowie Gründer und Herausgeber                         | 64    |       |
| 20. Juli | Alfredo Cappellini                         | piemontesischer und italienischer Marineoffizier                                        | 37    |       |
| 20. Juli | Emilio Faà di Bruno                        | piemontesischer und italienischer Marineoffizier                                        | 46    |       |
| 20. Juli | Nathaniel Jones                            | US-amerikanischer Politiker                                                             | 78    |       |
| 20. Juli | Erik af Klint                              | schwedischer Seeoffizier in österreichischen Diensten                                   | 49    |       |
| 20. Juli | Bernhard Riemann                           | Mathematiker                                                                            | 39    |       |
| 21. Juli | Friedrich Carl von Schenck zu Schweinsberg | deutscher Gutsbesitzer                                                                  | 50    |       |
| 22. Juli | Wilhelm von Wedell                         | preußischer Oberpräsident                                                               | 65    |       |
| 24. Juli | Heinrich Dittmar                           | deutscher Pädagoge                                                                      | 73    |       |
| 24. Juli | Karl Konstanz Viktor Fellner               | Bürgermeister von Frankfurt am Main                                                     | 59    |       |
| 25. Juli | Floride Calhoun                            | US-amerikanische Second Lady                                                            | 74    |       |
| 25. Juli | Claude Paris                               | französischer Komponist                                                                 | 57    |       |
| 25. Juli | Alexander Rüstow der Ältere                | preußischer Militärschriftsteller                                                       | 41    |       |
| 25. Juli | Aloys Schmitt                              | deutscher Komponist, Pianist und Musikpädagoge                                          | 77    |       |
| 26. Juli | Ernst Helbig                               | Harzmaler                                                                               | 64    |       |
| 26. Juli | Ludwig Karl Gustav zu Hohenlohe-Langenburg | Adliger                                                                                 | 43    |       |
| 28. Juli | Frédéric-Auguste Quesnel                   | kanadischer Politiker                                                                   | 81    |       |
| 29. Juli | Barbe-Nicole Clicquot-Ponsardin            | französische Geschäftsfrau und die erste Frau überhaupt, die ein Champagnerhaus leitete | 88    |       |
| 29. Juli | Moriz Heider                               | österreichischer Zahnarzt                                                               | 50    |       |
| 29. Juli | Thaddäus von Ritz                          | württembergischer Theologe und Landtagsabgeordneter                                     | 60    |       |
| 30. Juli | Wilhelm von Doering                        | preußischer Generalleutnant                                                             | 74    |       |
| 30. Juli | Gábor Egressy                              | ungarischer Schauspieler                                                                |       |       |
| 30. Juli | Georg Friedrich Schultz                    | deutscher Weinhändler, Naturforscher, Autor                                             | 56    |       |
| 31. Juli | Elias B. Holmes                            | US-amerikanischer Politiker                                                             | 59    |       |
| Juli     | Édouard Sommer                             | französischer Altphilologe, Romanist, Übersetzer, Grammatiker und Lexikograf            | 44    |       |

## August
| Tag        | Name                                   | Beruf, bekannt als | Alter | Beleg |
| ---------- | -------------------------------------- | --- | ----- | ----- |
| 1. August  | Luigi Carlo Farini                     | italienischer Ministerpräsident (1862–1863)                                                                                | 53    |       |
| 1. August  | John Ross                              | Häuptling und Politiker der Cherokee                                                                                       | 75    |       |
| 1. August  | Ezekiel Whitman                        | US-amerikanischer Politiker                                                                                                | 90    |       |
| 2. August  | Peter Friedrich Arndt                  | deutscher Mathematiker | 48    |       |
| 2. August  | James M. H. Beale                      | US-amerikanischer Politiker                                                                                                | 80    |       |
| 3. August  | Eduard Franz Genast                    | deutscher Sänger, Schauspieler, Komponist, Theaterdirektor und Regisseur                                                   | 69    |       |
| 3. August  | Friedrich Karl Hermann Kruse           | deutscher Historiker | 76    |       |
| 3. August  | Joachim Eduard von Münch-Bellinghausen | österreichischer Jurist und Politiker                                                                                      | 79    |       |
| 3. August  | John Rutherfoord                       | US-amerikanischer Politiker                                                                                                | 73    |       |
| 5. August  | William Burton                         | US-amerikanischer Politiker                                                                                                | 76    |       |
| 5. August  | Anton von Hohenzollern-Sigmaringen     | Sohn von Karl Anton Fürst zu Hohenzollern                                                                                  | 24    |       |
| 5. August  | Johann-Joseph Krug                     | deutscher Unternehmer |       |       |
| 6. August  | Martin Butterfield                     | US-amerikanischer Politiker                                                                                                | 75    |       |
| 6. August  | Ernst Innozenz Hauschild               | deutscher Lehrer, Reformpädagoge                                                                                           | 57    |       |
| 6. August  | Alfred von Hingenau                    | österreichischer Jurist und Politiker, Landtagsabgeordneter                                                                | 46    |       |
| 6. August  | Louis von Mutius                       | preußischer General | 70    |       |
| 6. August  | John Mason Neale                       | englischer anglikanischer Theologe, Priester und Schriftsteller                                                            | 48    |       |
| 6. August  | Alexander Salmon                       | britischer Kaufmann | 46    |       |
| 8. August  | Kandidus Pontz von Engelshofen         | österreichischer Pionier der Urgeschichtsforschung                                                                         | 63    |       |
| 8. August  | Wilhelm Eduard Scholz                  | deutscher Komponist und Kapellmeister                                                                                      |       |       |
| 9. August  | Shepard Cary                           | US-amerikanischer Politiker                                                                                                | 61    |       |
| 9. August  | August Henneberger                     | deutscher Literaturhistoriker und Gymnasiallehrer                                                                          | 45    |       |
| 10. August | Gottfried Osann                        | deutscher Chemiker und Physiker                                                                                            | 69    |       |
| 11. August | Henry Fitzhugh                         | US-amerikanischer Politiker                                                                                                | 65    |       |
| 12. August | Henry Connelly                         | US-amerikanischer Politiker                                                                                                |       |       |
| 13. August | Edward Wade                            | US-amerikanischer Politiker (Republikanische Partei)                                                                       | 63    |       |
| 14. August | Heinrich Honegger                      | Schweizer Unternehmer |       |       |
| 14. August | Karol Kuzmány                          | slowakischer Schriftsteller und evangelischer Theologe                                                                     | 59    |       |
| 14. August | Georg Ferdinand von Waldburg-Zeil      | deutscher Adeliger und Ordensgeistlicher, überregionaler Volksprediger                                                     | 43    |       |
| 15. August | Karl Gustav Amelung                    | deutscher Bergbeamter | 47    |       |
| 15. August | Carlos Coolidge                        | US-amerikanischer Politiker                                                                                                | 74    |       |
| 15. August | Samuel Gordon Daily                    | US-amerikanischer Politiker                                                                                                |       |       |
| 15. August | Wilhelm Hübsch                         | Jurist und badischer Beamter                                                                                               | 62    |       |
| 17. August | Antonio Salvotti                       | österreichischer Richter                                                                                                   | 76    |       |
| 17. August | J. C. Schaumann                        | deutscher Autor und Mathematiker                                                                                           |       |       |
| 17. August | Walter Underhill                       | US-amerikanischer Politiker                                                                                                | 70    |       |
| 18. August | Georg Heinrich Mettenius               | deutscher Botaniker | 42    |       |
| 19. August | Leopold August Warnkönig               | deutscher Jurist | 72    |       |
| 19. August | Gustav Zimmermann                      | deutscher Militärarzt | 49    |       |
| 20. August | Maria de Mattias                       | italienische Ordensgründerin, Heilige                                                                                      | 61    |       |
| 20. August | Amos P. Granger                        | US-amerikanischer Politiker                                                                                                | 77    |       |
| 20. August | Karl Ludwig Seeger                     | deutscher Maler | 58    |       |
| 21. August | Heinrich Freyer                        | österreichischer Naturwissenschaftler                                                                                      | 64    |       |
| 21. August | Antonio Gazzoletti                     | italienischer Lyriker | 53    |       |
| 22. August | Thomas C. Chittenden                   | US-amerikanischer Jurist und Politiker                                                                                     | 77    |       |
| 22. August | Franz Edlauer                          | österreichischer Jurist und Politiker                                                                                      | 67    |       |
| 22. August | James Nagle                            | US-amerikanischer Brigadegeneral der Nordstaaten im Amerikanischen Bürgerkrieg und Soldat im Spanisch-Amerikanischen Krieg | 44    |       |
| 24. August | Max Haushofer                          | deutscher Landschaftsmaler und Professor für Landschaftsmalerei an der Kunstakademie Prag                                  | 54    |       |
| 24. August | Georg Christian Lorenz Meyer           | deutscher Kaufmann | 79    |       |
| 25. August | Anna Lühring                           | preußische Soldatin | 70    |       |
| 25. August | Fop Smit                               | niederländischer Reeder und Schiffbau-Unternehmer                                                                          | 88    |       |
| 26. August | Christian Keferstein                   | deutscher Mineraloge, Ethnograph und Geologe                                                                               | 82    |       |
| 26. August | Joseph Weydemeyer                      | Militär in Preußen und den USA, Journalist, Zeitungsherausgeber und marxistischer Revolutionär                             | 48    |       |
| 27. August | Engelbert Aigner                       | österreichischer Komponist                                                                                                 | 68    |       |
| 27. August | John Motley Morehead                   | US-amerikanischer Politiker                                                                                                | 70    |       |
| 27. August | John Pierpont                          | US-amerikanischer Geistlicher und Lyriker                                                                                  | 81    |       |
| 27. August | Marie Stein                            | russisch-deutsche Theaterschauspielerin                                                                                    |       |       |
| 28. August | Marianne Angelica van Almonde          | preußische Sängerin, niederländischer und schottischer Herkunft                                                            | 61    |       |
| 29. August | George B. Cooper                       | US-amerikanischer Politiker                                                                                                | 58    |       |
| 29. August | George Hastings                        | US-amerikanischer Politiker                                                                                                | 59    |       |
| 29. August | Tokugawa Iemochi                       | japanischer Shōgun | 20    |       |
| 30. August | Louis Le Breton                        | französischer Arzt und Maler                                                                                               | 48    |       |
| 31. August | Valentín Ferraz                        | spanischer Politiker und Ministerpräsident                                                                                 | 72    |       |

## September
| Tag           | Name                                     | Beruf, bekannt als | Alter | Beleg |
| ------------- | ---------------------------------------- | --- | ----- | ----- |
| 1. September  | Lancelot Phelps                          | US-amerikanischer Politiker | 81    |       |
| 1. September  | Eugène Walckiers                         | französischer Flötist und Komponist | 73    |       |
| 2. September  | Therese Pulszky                          | österreichisch-ungarische Schriftstellerin                                                                                               |       |       |
| 2. September  | Georg Schulze                            | deutscher Theologe und Germanist, sammelte Gedichte der Oberharzer Mundart                                                               | 58    |       |
| 3. September  | Anton Philipp Berg                       | deutscher Sänger (Bariton) und Theaterschauspieler                                                                                       | 71    |       |
| 3. September  | Emil Haupt                               | nassauischer Arzt und Politiker | 47    |       |
| 3. September  | Dmitri Wladimirowitsch Karakosow         | russischer Revolutionär | 25    |       |
| 3. September  | Joseph Pröbstl                           | Orgelbauer | 68    |       |
| 5. September  | Jules Dupuit                             | französischer Ingenieur und Ökonom | 62    |       |
| 7. September  | Matthias William Baldwin                 | US-amerikanischer Industrieller | 70    |       |
| 7. September  | Friedrich Beckmann                       | deutscher Komiker | 63    |       |
| 7. September  | Clement Comer Clay                       | US-amerikanischer Jurist und Politiker                                                                                                   | 76    |       |
| 7. September  | Henry Grider                             | US-amerikanischer Politiker | 70    |       |
| 8. September  | Gustav Biedermann Günther                | deutscher Chirurg, Anatom und Hochschullehrer                                                                                            | 65    |       |
| 8. September  | Julius Hoffmann                          | deutscher Rittergutsbesitzer und Verwaltungsbeamter                                                                                      |       |       |
| 9. September  | Gregor Czuczor                           | ungarischer Schriftsteller und Ordensbruder                                                                                              | 65    |       |
| 9. September  | Friedrich von Studnitz                   | preußischer Generalmajor, Kommandant und Ehrenbürger von Torgau                                                                          | 70    |       |
| 10. September | Karl Bücking                             | Landtagsabgeordneter Großherzogtum Hessen                                                                                                | 56    |       |
| 10. September | Hermann Mayer Salomon Goldschmidt        | deutsch-französischer Astronom und Maler                                                                                                 | 64    |       |
| 10. September | Georg Friedrich von Jäger                | deutscher Arzt und Paläontologe | 80    |       |
| 10. September | Michail Nikolajewitsch Murawjow-Wilenski | russischer Staatsmann und Diplomat | 69    |       |
| 10. September | Louise von Sturmfeder                    | Erzieherin der Kaiser Franz Joseph I. und Maximilian von Mexiko, Hofdame der Habsburger                                                  | 76    |       |
| 10. September | Claiborne West                           | US-amerikanischer Politiker |       |       |
| 11. September | Conradine Dunker                         | norwegische Schriftstellerin, Pädagogin und Schauspielerin                                                                               | 86    |       |
| 11. September | Ernst Wilhelm Straßberger                | deutscher Maler, Zeichner und Lithograph                                                                                                 | 69    |       |
| 12. September | August Ludwig Koch                       | deutscher Jurist, Bürgermeister und Salinebeamter                                                                                        | 75    |       |
| 13. September | Justus du Vignau                         | preußischer Beamter, Regierungspräsident von Erfurt (1836–1845)                                                                          | 73    |       |
| 14. September | Léon Gozlan                              | französischer Schriftsteller | 63    |       |
| 14. September | Johann Adolph Steinberger                | deutscher Politiker, Oberbürgermeister der Stadt Köln                                                                                    | 89    |       |
| 14. September | Joseph Wattmann von Maëlcamp-Beaulieu    | österreichischer Chirurg | 77    |       |
| 15. September | Nikolaus Fischer                         | deutscher Orgelbauer in Demmin | 52    |       |
| 15. September | Konstantin Dmitrijewitsch Flawizki       | russischer Maler | 35    |       |
| 15. September | Augustus Addison Gould                   | US-amerikanischer Conchologe und Malakologe                                                                                              | 61    |       |
| 17. September | George Caldwell                          | US-amerikanischer Politiker | 51    |       |
| 17. September | Francesco Maria da Camporosso            | italienischer Kapuziner | 61    |       |
| 17. September | Carl von und zu Schachten                | Erbkämmerer und Mitglied der kurhessischen Ständeversammlung                                                                             | 78    |       |
| 17. September | Arnold Schlönbach                        | deutscher Schriftsteller | 49    |       |
| 18. September | Charles H. Peaslee                       | US-amerikanischer Politiker | 62    |       |
| 18. September | Joshua Maria Young                       | US-amerikanischer römisch-katholischer Geistlicher                                                                                       | 57    |       |
| 19. September | Marian Koller                            | österreichischer Benediktiner, Mathematiker und Astronom                                                                                 | 73    |       |
| 19. September | Franz Liharzik                           | Wiener Kinderarzt und Naturwissenschaftler (Naturforscher)                                                                               | 52    |       |
| 19. September | Christian Hermann Weisse                 | evangelischer Theologe und spätidealistischer Philosoph                                                                                  | 65    |       |
| 20. September | Friedrich Adolph Haage                   | deutscher Gärtner und Botaniker | 70    |       |
| 20. September | Fritz L’Allemand                         | österreichischer Historienmaler |       |       |
| 20. September | Heinrich Christian Pries                 | deutscher Advokat, Bürgermeister der Stadt Waren und Parlamentarier                                                                      | 68    |       |
| 21. September | Ulric Guttinguer                         | französischer Schriftsteller | 81    |       |
| 21. September | Karl Ludwig Hencke                       | deutscher Amateurastronom | 73    |       |
| 22. September | Heinrich Philipp August Damerow          | Schriftsteller, Rechtsgelehrter | 67    |       |
| 23. September | Karl Petermann                           | deutscher Richter; demokratischer Reformer in Mecklenburg-Strelitz                                                                       | 59    |       |
| 24. September | Wilhelm Eder                             | österreichischer Abt und Politiker | 86    |       |
| 24. September | Karl von Kleinschrod                     | bayerischer Jurist und Politiker | 69    |       |
| 24. September | John B. Steele                           | US-amerikanischer Jurist und Politiker                                                                                                   | 52    |       |
| 25. September | Florentino Castellanos                   | uruguayischer Politiker | 57    |       |
| 25. September | Henry May                                | US-amerikanischer Politiker | 50    |       |
| 25. September | Hans Wilhelm von Schack                  | königlich preußischer General der Infanterie und zuletzt Generalgouverneur der unter preußischer Verwaltung stehenden sächsischen Länder | 74    |       |
| 26. September | Carl Jonas Love Almqvist                 | schwedischer Schriftsteller und Komponist                                                                                                | 72    |       |
| 28. September | Konrad von Heuduck                       | preußischer Generalmajor | 80    |       |
| 28. September | Otto Rau von und zu Holzhausen           | Gutsbesitzer und Abgeordneter | 52    |       |
| 28. September | Joseph Lossen                            | Hüttenherr | 71    |       |

## Oktober
| Tag         | Name                                              | Beruf, bekannt als                                                                     | Alter | Beleg |
| ----------- | ------------------------------------------------- | -------------------------------------------------------------------------------------- | ----- | ----- |
| 1. Oktober  | Henry Cornelius Burnett                           | US-amerikanischer Politiker                                                            | 40    |       |
| 1. Oktober  | Maria Susanna Cummins                             | US-amerikanische Schriftstellerin                                                      | 39    |       |
| 2. Oktober  | Johann Anton Ramboux                              | deutscher Maler und Lithograf                                                          | 75    |       |
| 3. Oktober  | Bernhard von Godin                                | deutscher Ministerialbeamter                                                           | 84    |       |
| 3. Oktober  | Carl Gollmick                                     | deutscher Musikkritiker und Komponist                                                  | 70    |       |
| 3. Oktober  | Andreas Leonhardt                                 | österreichischer Musiker, Komponist, Kapellmeister                                     | 66    |       |
| 3. Oktober  | Anton Georg Pummerer                              | österreichischer Kaufmann, Fabrikbesitzer und Politiker                                | 52    |       |
| 4. Oktober  | Eduard Heinrich von Geldern                       | Verwaltungsjurist und Minister                                                         | 60    |       |
| 4. Oktober  | Peter Nothjung                                    | deutscher Schneider, Mitglied im Bund der Kommunisten                                  | 45    |       |
| 5. Oktober  | Leopold von Henning                               | deutscher Philosoph                                                                    | 75    |       |
| 5. Oktober  | Wilhelm Langschmidt                               | deutsch-südafrikanischer Maler                                                         | 61    |       |
| 5. Oktober  | Moriz von Miller                                  | württembergischer General und Kriegsminister                                           | 74    |       |
| 6. Oktober  | Jakob Götzenberger                                | deutscher Maler                                                                        | 63    |       |
| 6. Oktober  | Isaak Hess                                        | deutscher Buchhändler und Antiquar                                                     | 77    |       |
| 7. Oktober  | Victoire Lichtenstein                             | deutsche Sängerin und Salonnière in Berlin                                             | 71    |       |
| 7. Oktober  | Louise Seidler                                    | deutsche Malerin, Vertraute Johann Wolfgang von Goethes                                | 80    |       |
| 7. Oktober  | Robert Field Stockton                             | US-amerikanischer Marineoffizier und Senator                                           | 71    |       |
| 8. Oktober  | Friedrich Anton Harbort                           | deutscher katholischer Theologe                                                        | 32    |       |
| 9. Oktober  | Hermann Ehrenberg                                 | deutscher Emigrant, Kartograph, Ingenieur und Autor                                    | 49    |       |
| 9. Oktober  | Gustav Hofmann                                    | deutscher Richter, Landrat und MdL                                                     | 68    |       |
| 10. Oktober | Rudolf Anger                                      | deutscher evangelischer Theologe und Philosoph                                         | 60    |       |
| 10. Oktober | Adam Darr                                         | deutscher Gitarrist und Zitherspieler                                                  |       |       |
| 10. Oktober | Ludwig Georg Delius                               | deutscher Überseekaufmann                                                              | 59    |       |
| 10. Oktober | Carl Christoph Kopp                               | gothaischer Jurist und Parlamentarier                                                  | 70    |       |
| 10. Oktober | Gustav von Lerchenfeld                            | bayerischer Landtagspräsident                                                          | 60    |       |
| 12. Oktober | Diederich Franz Leonhard von Schlechtendal        | deutscher Botaniker                                                                    | 71    |       |
| 12. Oktober | Karlmann Tangl                                    | österreichischer Philologe und Historiker                                              | 67    |       |
| 13. Oktober | John Van Buren                                    | US-amerikanischer Jurist und Politiker                                                 | 56    |       |
| 13. Oktober | Celadon Daboll                                    | US-amerikanischer Erfinder des Nebelhorns                                              | 48    |       |
| 13. Oktober | Friedrich Wilhelm Dankberg                        | deutscher Bildhauer                                                                    | 47    |       |
| 13. Oktober | William Hopkins                                   | englischer Mathematiker und Geologe                                                    | 73    |       |
| 14. Oktober | Karl von Hofacker                                 | württembergischer Jurist, Richter und Landtagsabgeordneter                             | 72    |       |
| 16. Oktober | Angharad Llwyd                                    | walisische Antiquarin und Altertumsforscherin                                          | 86    |       |
| 18. Oktober | Manuel Bulnes Prieto                              | chilenischer Politiker und General                                                     | 66    |       |
| 18. Oktober | George Augustus Robinson                          | Protektor der tasmanischen Aborigine im Black War                                      | 75    |       |
| 18. Oktober | Philipp Franz von Siebold                         | bayerischer Arzt, Japan- und Naturforscher, Ethnologe und Pflanzensammler              | 70    |       |
| 19. Oktober | Washington Barrow                                 | US-amerikanischer Politiker                                                            | 59    |       |
| 19. Oktober | Ján Scitovský                                     | slowakischer Kardinal                                                                  | 80    |       |
| 20. Oktober | Hendrik Cock                                      | niederländischer Rechtsgelehrter und Politiker                                         | 72    |       |
| 20. Oktober | Amanz Dürholz                                     | Schweizer Politiker                                                                    | 75    |       |
| 20. Oktober | Johann Heinrich Haeberlin                         | preußischer Hofbaurat                                                                  | 66    |       |
| 22. Oktober | Karl Hermann Scheidler                            | deutscher Philosoph und Staatswissenschaftler                                          | 71    |       |
| 23. Oktober | Friedrich Anton Georg Karl von Bock und Hermsdorf | deutscher Beamter                                                                      | 68    |       |
| 24. Oktober | Johann Wilhelm von Müller                         | deutscher Forschungsreisender und Schriftsteller                                       | 42    |       |
| 25. Oktober | Joseph Eutych Kopp                                | Schweizer Historiker                                                                   | 73    |       |
| 28. Oktober | Julius Traugott von Könneritz                     | sächsischer Politiker und Regierungschef                                               | 74    |       |
| 28. Oktober | Johann Wilhelm Karl Moritz                        | deutscher Botaniker                                                                    | 69    |       |
| 28. Oktober | Ludwig von Reinhard                               | württembergischer Diplomat und Gesandter                                               | 62    |       |
| 29. Oktober | James P. Beckwourth                               | US-amerikanischer Trapper, Entdecker, Pelzhändler, Soldat, Goldgräber, Gastwirt, Scout |       |       |
| 29. Oktober | Gideon Jan Verdam                                 | niederländischer Mathematiker und Physiker                                             | 63    |       |
| 30. Oktober | Nikolai Nikolajewitsch Murawjow                   | russischer General im Krimkrieg                                                        | 72    |       |

## November
| Tag          | Name                                            | Beruf, bekannt als                                                                  | Alter | Beleg |
| ------------ | ----------------------------------------------- | ----------------------------------------------------------------------------------- | ----- | ----- |
| 1. November  | Johannes Jörin                                  | Schweizer Politiker                                                                 | 79    |       |
| 1. November  | William Wright                                  | US-amerikanischer Politiker                                                         | 71    |       |
| 2. November  | Andjelik Juraj Bedenik                          | kroatischer Ordensgeistlicher und römisch-katholischer Apostolischer Vikar von Agra | 58    |       |
| 2. November  | Meredith Poindexter Gentry                      | US-amerikanischer Politiker                                                         | 57    |       |
| 3. November  | Johann Jakob Aenishänslin                       | Schweizer Politiker                                                                 | 70    |       |
| 3. November  | Alexius zu Bentheim und Steinfurt               | deutscher Standesherr                                                               | 85    |       |
| 3. November  | Nikolai Borissowitsch Golizyn                   | russischer Adliger, Musikliebhaber und Mäzen                                        | 71    |       |
| 3. November  | Josef Gutenäcker                                | bayerischer Lehrer und Schriftsteller                                               | 65    |       |
| 3. November  | Philipp Engel von Klipstein                     | hessischer Oberforstpräsident                                                       | 89    |       |
| 3. November  | Johann Franz von Schaffgotsch                   | altösterreichischer General der Kavallerie                                          | 74    |       |
| 4. November  | Pierre de Schiervel                             | belgischer Politiker und Senatspräsident                                            | 83    |       |
| 5. November  | Heinrich Georg Ehrentraut                       | deutscher Jurist, Privatgelehrter und Parlamentarier                                | 68    |       |
| 6. November  | Ernst Friedrich Poppo                           | deutscher Altphilologe und Pädagoge                                                 | 72    |       |
| 6. November  | William A. Whittlesey                           | US-amerikanischer Politiker                                                         | 70    |       |
| 7. November  | Louis Brandt                                    | Staatsrat des Kantons Neuenburg, Ständerat                                          | 66    |       |
| 8. November  | Peter Early Love                                | US-amerikanischer Politiker                                                         | 48    |       |
| 9. November  | Joshua George Beard                             | kanadischer Politiker und 10. Bürgermeister von Toronto                             |       |       |
| 9. November  | Karl August Brodrück                            | hessischer Militärhistoriker und Unterzeichner der Genfer Konvention (von 1864)     | 51    |       |
| 10. November | Clemens August Alertz                           | deutscher Mediziner und Leibarzt der Päpste Gregor XVI. und Pius IX.                | 66    |       |
| 11. November | Gaetano Baluffi                                 | italienischer Kardinal                                                              | 78    |       |
| 12. November | Maximilian Georg Joseph Neumayer                | französischer General deutscher Abstammung                                          | 77    |       |
| 13. November | George Fries                                    | US-amerikanischer Politiker                                                         | 67    |       |
| 13. November | William Parker, 1. Baronet (of Shenstone Lodge) | britischer Admiral                                                                  | 84    |       |
| 14. November | Michael I.                                      | König von Portugal aus dem Haus Braganza (1828–1834)                                | 64    |       |
| 15. November | Adolph Böcking                                  | Politiker und Weingutsbesitzer                                                      | 67    |       |
| 16. November | Winand Rossi                                    | deutscher Bürgermeister von Leverkusen-Schlebusch (1823–1866)                       |       |       |
| 16. November | Johann Nepomuk Vogl                             | österreichischer Schriftsteller                                                     | 64    |       |
| 19. November | Salma Hale                                      | US-amerikanischer Politiker                                                         | 79    |       |
| 19. November | Johann Baptist Kirner                           | deutscher Maler                                                                     | 60    |       |
| 19. November | Franz Xaver von Paumgartten                     | österreichischer General, Gouverneur, Ehrenbürger der Stadt Mainz                   | 55    |       |
| 20. November | Otto Karl Berg                                  | deutscher Botaniker und Pharmazeut                                                  | 51    |       |
| 20. November | Bishop Perkins                                  | US-amerikanischer Jurist und Politiker                                              | 79    |       |
| 20. November | Jean-Jacques Willmar                            | luxemburgischer Politiker                                                           | 74    |       |
| 21. November | Gustav Roch                                     | deutscher Mathematiker                                                              | 26    |       |
| 21. November | Johann Georg Schaedler                          | deutscher Maler und Radierer                                                        | 89    |       |
| 22. November | Joseph Glanz                                    | österreichischer Ziseleur und Medailleur                                            | 71    |       |
| 22. November | Friedrich Lang                                  | nassauischer Politiker                                                              | 44    |       |
| 22. November | Adam Franz Lennig                               | deutscher Theologe                                                                  | 62    |       |
| 23. November | Paul Gavarni                                    | französischer Zeichner, Grafiker und Karikaturist                                   | 62    |       |
| 23. November | Cave Johnson                                    | US-amerikanischer Politiker                                                         | 73    |       |
| 24. November | Constantin von Villefort                        | österreichischer Jurist und Politiker                                               | 73    |       |
| 26. November | Karl Johann Braun von Braunthal                 | österreichischer Schriftsteller                                                     | 64    |       |
| 26. November | Adrien-François Servais                         | belgischer Cellist und Komponist                                                    | 59    |       |
| 27. November | Christian Hoffmeister                           | deutscher Landwirt und Politiker                                                    | 73    |       |
| 28. November | Jacob Fry                                       | US-amerikanischer Politiker                                                         | 64    |       |
| 29. November | Sophie Löwe                                     | deutsche Opernsängerin                                                              | 51    |       |
| 30. November | Heinrich Christian Beck                         | deutscher evangelischer Pfarrer, Heimatforscher und Naturforscher                   | 61    |       |
| 30. November | Martial de Guernon-Ranville                     | französischer Rechtsgelehrter                                                       | 79    |       |
| 30. November | John Mercer                                     | englischer Erfinder der Merzerisation                                               | 75    |       |
| 30. November | Edmund von Sigel                                | deutscher evangelischer Theologe                                                    | 61    |       |
| 30. November | Nikolaus von Spiegelberg                        | österreichischer Kavallerie-General                                                 |       |       |
| November     | Johann Karl Ruppius                             | deutscher Mediziner                                                                 | 80    |       |

## Dezember
| Tag          | Name                                                | Beruf, bekannt als                                                                | Alter | Beleg |
| ------------ | --------------------------------------------------- | --------------------------------------------------------------------------------- | ----- | ----- |
| 1. Dezember  | Ulrich Carl Adolph von Bassewitz                    | Ehrenbürger der Stadt Wismar (1861) und deutsch-schwedischer Offizier             | 85    |       |
| 1. Dezember  | William Cotton                                      | englischer Erfinder, Kaufmann, Philanthrop und Direktor der Bank von England      | 80    |       |
| 1. Dezember  | Jules Demersseman                                   | französischer Flötist und Komponist                                               | 33    |       |
| 1. Dezember  | George Everest                                      | britischer Ingenieur                                                              | 76    |       |
| 1. Dezember  | Georg Fresenius                                     | deutscher Arzt und Botaniker                                                      | 58    |       |
| 1. Dezember  | Friedrich Kaufmann                                  | deutscher Musikinstrumentenbauer                                                  | 81    |       |
| 2. Dezember  | Joseph Strauss                                      | österreichischer Violinvirtuose, Komponist und Dirigent                           | 73    |       |
| 3. Dezember  | Edward Hincks                                       | irischer Assyriologe und einer der frühesten Entzifferer der Keilschrift          | 74    |       |
| 3. Dezember  | Johann Wenzel Kalliwoda                             | deutscher Komponist, Kapellmeister und Violinist                                  | 65    |       |
| 3. Dezember  | Ernst von Pfuel                                     | preußischer Ministerpräsident und Kriegsminister                                  | 87    |       |
| 3. Dezember  | John Rock                                           | US-amerikanischer Abolitionist                                                    | 41    |       |
| 4. Dezember  | Han Mahmud                                          | kurdischer Fürst von Müküs                                                        |       |       |
| 5. Dezember  | Camille Montagne                                    | französischer Militär-Arzt und Biologe (Bryologie und Mykologie)                  | 82    |       |
| 5. Dezember  | Johann Daniel Ramdohr                               | deutscher Jurist und Stifter                                                      | 91    |       |
| 6. Dezember  | Karl Pfaff                                          | deutscher Pädagoge, Historiker und Sängervater                                    | 71    |       |
| 7. Dezember  | Gaspar Betancourt Cisneros                          | kubanischer Unternehmer                                                           | 63    |       |
| 8. Dezember  | Rudolf von Bünau                                    | deutscher Rittergutsbesitzer und Parlamentarier                                   | 62    |       |
| 9. Dezember  | Gottlieb Pfeilsticker                               | deutscher Architekt                                                               | 55    |       |
| 10. Dezember | Christian Albrecht Bluhme                           | dänischer Staatsmann                                                              | 71    |       |
| 10. Dezember | Alois Keller                                        | deutscher Maler                                                                   | 78    |       |
| 10. Dezember | Gottlob Reinhold Sievers                            | deutscher Althistoriker und Gymnasiallehrer                                       | 55    |       |
| 12. Dezember | Georg Heinrich von Bezzenberger                     | deutscher Richter in Württemberg                                                  | 71    |       |
| 13. Dezember | Carl Heinrich Rösch                                 | deutscher Arzt und Sozialreformer                                                 | 59    |       |
| 14. Dezember | William McDaniel                                    | US-amerikanischer Politiker                                                       |       |       |
| 15. Dezember | Eli Metcalfe Bruce                                  | US-amerikanischer Philanthrop und Politiker                                       | 38    |       |
| 15. Dezember | Augustin Egger                                      | Schweizer Politiker                                                               | 36    |       |
| 16. Dezember | Johann Ludwig Daniel Karl Lehnerdt                  | deutscher evangelischer Theologe                                                  | 63    |       |
| 16. Dezember | Wassyl Tarnowskyj senior                            | ukrainischer Ethnograph, Rechtshistoriker und Mäzen                               | 56    |       |
| 16. Dezember | Leonhard Zeugheer                                   | Schweizer Architekt                                                               | 54    |       |
| 18. Dezember | Theodor Zschokke                                    | Schweizer Arzt und Naturforscher                                                  | 60    |       |
| 19. Dezember | Michail Wassiljewitsch Butaschewitsch-Petraschewski | russischer Denker und der Gründer des Zirkels der Petraschewzen                   | 45    |       |
| 20. Dezember | William Gamble                                      | US-amerikanischer Brigadegeneral der Nordstaaten im Bürgerkrieg                   | 48    |       |
| 20. Dezember | Franz Karl Grieshaber                               | deutscher Germanist und Sammler von Handschriften                                 | 68    |       |
| 20. Dezember | Theodor Friedrich Wilhelm Märklin                   | deutscher Unternehmer                                                             | 49    |       |
| 20. Dezember | James Semple                                        | US-amerikanischer Jurist und Politiker                                            | 68    |       |
| 21. Dezember | Mercedes Marín Del Solar                            | chilenische Dichterin und Frauenrechtlerin                                        | 62    |       |
| 21. Dezember | Johann Georg Kranzler                               | Berliner Konditor                                                                 | 72    |       |
| 21. Dezember | Diedrich Carl Susemihl                              | deutscher Architekt und mecklenburgischer Baubeamter                              | 64    |       |
| 22. Dezember | Thomas-Marie-Joseph Gousset                         | französischer römisch-katholischer Geistlicher, Erzbischof von Reims und Kardinal | 74    |       |
| 22. Dezember | Johann Carl Groß                                    | sächsischer Politiker und Bürgermeister von Leipzig                               | 88    |       |
| 22. Dezember | Rudolf Kocher                                       | Schweizer evangelischer Geistlicher und Schriftsteller                            | 38    |       |
| 22. Dezember | Otto Schwerdgeburth                                 | deutscher Maler                                                                   | 31    |       |
| 23. Dezember | Tjark Evers                                         | deutscher Seemann                                                                 | ≈21   |       |
| 24. Dezember | Magnus von Brünneck                                 | preußischer Gutsbesitzer, Militär und Politiker                                   | 80    |       |
| 25. Dezember | Friedrich Kodweiss                                  | deutscher Chemiker                                                                | 64    |       |
| 26. Dezember | Samuel Ryan Curtis                                  | amerikanischer Politiker und Offizier                                             | 61    |       |
| 26. Dezember | Jean-Jules Adrien Kunkler                           | Schweizer Genre- und Landschaftsmaler                                             | ≈37   |       |
| 26. Dezember | Henry Logan                                         | US-amerikanischer Politiker                                                       | 82    |       |
| 28. Dezember | Lucius Benedict Peck                                | US-amerikanischer Politiker                                                       | 64    |       |
| 28. Dezember | Lion Philips                                        | holländischer Fabrikant, Onkel von Karl Marx                                      | 72    |       |
| 30. Dezember | Victor Adam                                         | französischer Maler und Lithograph                                                | 65    |       |
| 31. Dezember | Bernhard Breslau                                    | deutscher Gynäkologe                                                              | 37    |       |
| 31. Dezember | August Franz von Haxthausen                         | deutscher Agronom                                                                 | 74    |       |
| Dezember     | Joseph Ferdinand Boissard de Boisdenier             | französischer Maler und Musiker der Romantik                                      | 53    |       |

## Datum unbekannt
| Tag | Name                               | Beruf, bekannt als | Alter | Beleg |
| --- | ---------------------------------- | --- | ----- | ----- |
|     | Israel Aksenfeld                   | jiddischer Schriftsteller |       |       |
|     | Jitzchak Meir Alter                | chassidischer Zaddik in Polen und der Begründer der Ger-Dynastie                                                                               |       |       |
|     | Philipp von Berg                   | Abgeordneter der preußischen Nationalversammlung                                                                                               |       |       |
|     | Georges-Frédéric Burguy            | französischer Romanist und Mediävist, der in Berlin wirkte                                                                                     |       |       |
|     | Manuel María Caballero             | bolivianischer Politiker und Autor |       |       |
|     | John Campbell                      | US-amerikanischer Regierungsbeamter |       |       |
|     | August Canzi                       | österreichischer Maler |       |       |
|     | François Dacosta                   | französischer Komponist und Klarinettist |       |       |
|     | Johann Andreas Engelhardt          | deutscher Orgelbauer |       |       |
|     | Sebastian Freudensprung            | bayerischer katholischer Geistlicher und Historiker                                                                                            |       |       |
|     | Eduard Geffcken                    | deutscher Apotheker und Parlamentarier |       |       |
|     | Pawel Fjodorowitsch Gorjaninow     | russischer Botaniker |       |       |
|     | Adam Henkell                       | deutscher Kellereiunternehmer |       |       |
|     | Albert Huet                        | französischer Botschafter |       |       |
|     | Mark Whitaker Izard                | US-amerikanischer Politiker |       |       |
|     | Modesto Lafuente y Zamalloa        | spanischer Historiker |       |       |
|     | Helene Lohmann                     | Wittener Unternehmerin und Frauenrechtlerin |       |       |
|     | Ignaz Opfermann                    | deutscher Architekt und Baubeamter |       |       |
|     | George Petrie                      | irischer Archäologe |       |       |
|     | Ludwig Plümicke                    | preußischer Bergrat, Lehrer, Ehrenbürger der Stadt Eisleben sowie Sammler von insgesamt rund 4300 Bücher, Atlanten, Karten sowie Handschriften |       |       |
|     | Adolf Rosenthal                    | deutscher Bildhauer |       |       |
|     | Micheil Scharwaschidse             | Staatsoberhaupt des Fürstentums Abchasien |       |       |
|     | Thuwaini ibn Said                  | Sultan von Maskat und Oman (1856–1866) |       |       |
|     | Thomas Turner                      | englischer Ingenieur |       |       |
|     | Heinrich Joachim Versmann          | deutscher Apotheker und Politiker |       |       |
|     | Julius Wernicke                    | deutscher Lehrer und Regionalhistoriker |       |       |
|     | Engelbert Willmes                  | deutscher Porträtmaler, Radierer und Kunsthändler                                                                                              |       |       |
|     | Johann Conrad Rudolph Wohlien      | Hamburger Orgelbauer |       |       |
|     | Friedrich August Andreas Woltereck | deutscher Opernsänger (Bass) |       |       |